# Karabin maszynowy MG 81
MG 81 – lotniczy karabin maszynowy (Flugzeugmaschinengewehr MG 81) kalibru 7,92 mm opracowany przez zakłady Mauser Werke AG w 1938 na bazie karabinu maszynowego MG 34. Używany był przez Luftwaffe podczas II wojny światowej jako uzbrojenie obronne w ruchomych i stałych stanowiskach strzeleckich większości bombowców i samolotów obserwacyjnych zamiast wycofanych w 1940 MG 15 i MG 17.

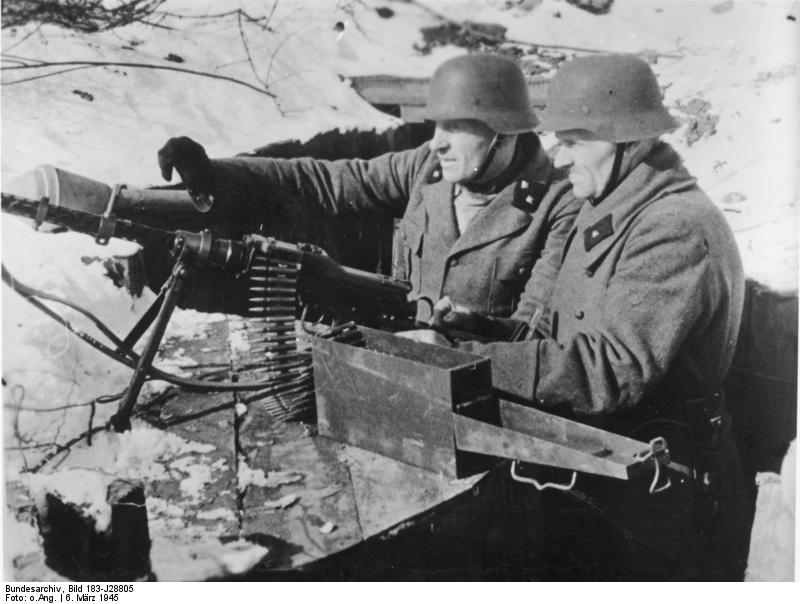
MG 81 używany przez żołnierzy Volkssturmu.

Broń ta charakteryzowała się większą od poprzedników szybkostrzelnością i możliwością zasilania z taśm amunicyjnych z obu stron. Na jego bazie powstał sprzężony karabin MG 81Z (niem. Zwilling – „bliźniak”) składający się z dwóch MG 81 wyzwalanych jednym spustem. Jako uzbrojenie stałe MG 81 mógł być przeładowywany elektropneumatycznie. Była to broń działająca na zasadzie krótkiego odrzutu lufy, chłodzona powietrzem, z zamkiem ryglowanym przez obrót.
Stopniowo zastępowany przez skuteczniejsze uzbrojenie o większym kalibrze trafił na uzbrojenie wojsk naziemnych, gdzie w wersji MG 81Z używany był jako karabin przeciwlotniczy. Ogólnie wyprodukowano ponad 46 000 sztuk tego karabinu z czego 33 164 w wersji MG 81Z.
Do zasilania MG 81 używano standardowych taśm z amunicją 7,92 mm, takich samych jak w MG 34 i MG 42. Duża szybkostrzelność będąca zaletą karabinu jako uzbrojenia lotniczego była dość problematyczna w zastosowaniach naziemnych.